# Peliosanthes
Peliosanthes is een geslacht uit de aspergefamilie. De soorten komen voor in het oosten van Azië.

## Soorten
- Peliosanthes argenteostriata
- Peliosanthes caesia
- Peliosanthes curnberlegii
- Peliosanthes dehongensis
- Peliosanthes divaricatanthera
- Peliosanthes gracilipes
- Peliosanthes grandiflora
- Peliosanthes griffithii
- Peliosanthes kaoi
- Peliosanthes macrophylla
- Peliosanthes macrostegia
- Peliosanthes nivea
- Peliosanthes nutans
- Peliosanthes ophiopogonoides
- Peliosanthes pachystachya
- Peliosanthes reflexa
- Peliosanthes retroflexa
- Peliosanthes sessilis
- Peliosanthes sinica
- Peliosanthes subcoronata
- Peliosanthes teta
- Peliosanthes weberi
- Peliosanthes yunnanensis